# Ulaanbaatar
Ulaanbaatar (mongolisch Улаанбаатарⓘ [ʊˌɮaːm‿ˈpaːʰtə̆r], in der klassischen mongolischen Schriftsprache ᠤᠯᠠᠭᠠᠨᠪᠠᠭᠠᠲᠤᠷ ulaɣanbaɣatur, deutsch ‚Roter Held‘; verbreitete Schreibweise nach russisch Улан-Батор: Ulan-Bator oder Ulan Bator; gegründet als ᠥᠷᠭᠦᠭᠡ örgüge/Өргөө Örgöö, deutsch ‚Residenz‘; in Europa früher auch Urga genannt) ist die Hauptstadt und Primatstadt der Mongolei.
In der Stadt lebt mit rund 1,5 Millionen Menschen knapp die Hälfte der mongolischen Bevölkerung.
Die Hauptstadt ist das politische, wirtschaftliche und kulturelle Zentrum der Mongolei. Die Stadt bildet eine eigenständige Verwaltungseinheit und gehört keinem Aimag (Provinz) an. Das Verwaltungsgebiet von Ulaanbaatar stellt kein zusammenhängendes Stadtgebiet dar, sondern ist mit seiner geringen Bevölkerungsdichte und der außerhalb der eigentlichen Stadt dominierenden ländlichen Siedlungsstruktur eher mit einer kleinen Provinz vergleichbar. Zudem zählen noch die Exklaven Bagachangai und Baganuur zum Stadtgebiet.
Touristisch bedeutsam sind das Naturkundemuseum, das Süchbaatar-Denkmal auf dem gleichnamigen Platz, der Winterpalast des Bogd Khan und das Dsaisan-Denkmal, das an den Zweiten Weltkrieg erinnert. Es liegt auf einem Hügel südlich der Stadt, von dem aus man einen schönen Blick hat. Die öffentliche Bücherei stellt eine einzigartige Sammlung von Sanskrit-Manuskripten aus dem 11. Jahrhundert aus. Auch die buddhistischen Tempelmuseen und das Gandan-Kloster sind besuchenswert.

## Geografie

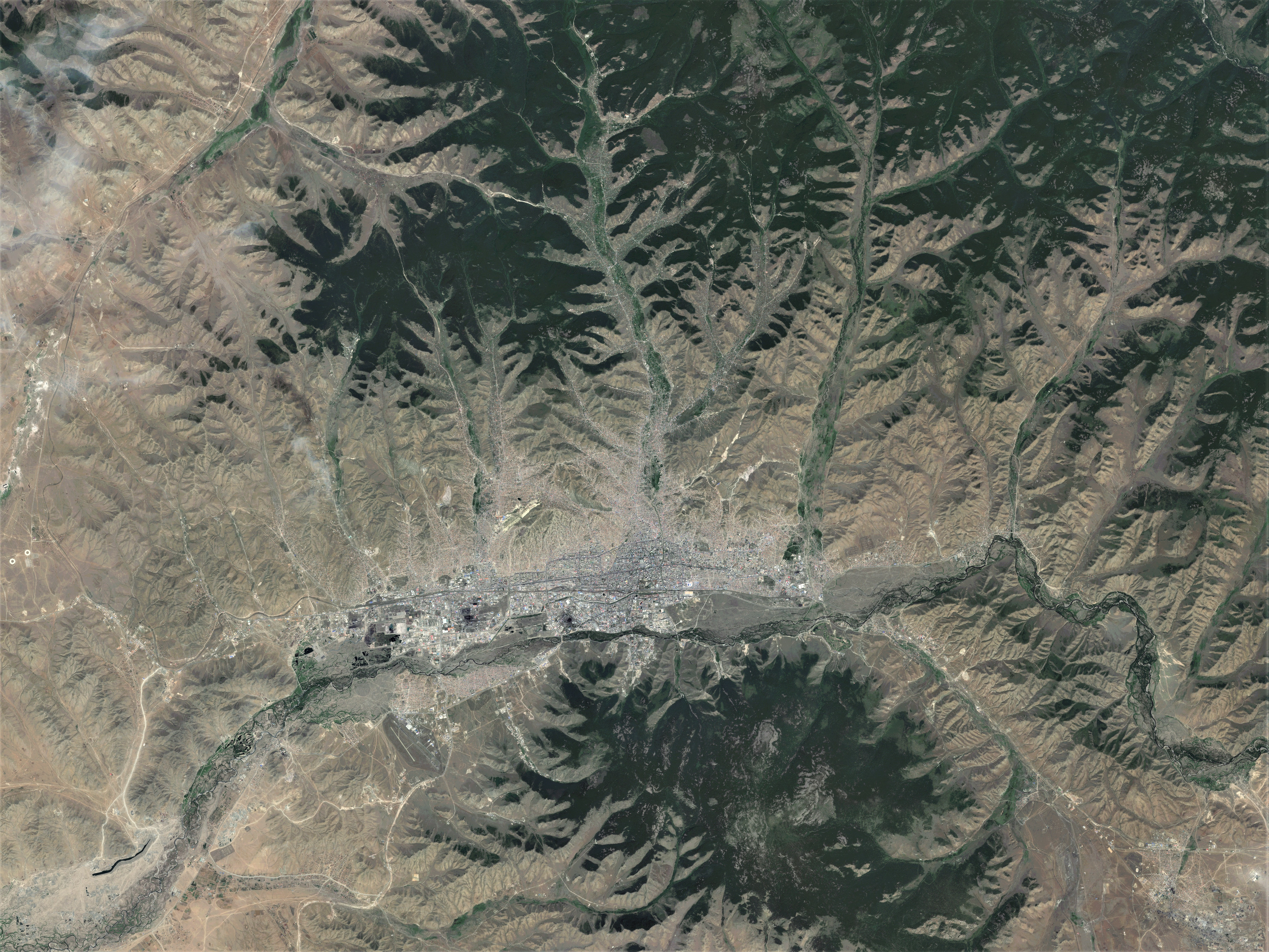
Satellitenbild von Ulaanbaatar

Ulaanbaatar liegt in 1350 Meter Höhe am Fluss Tuul und am Fuß des 2256 Meter hohen Berges Bogd Khan Uul. Das Verwaltungsgebiet von Ulaanbaatar hat eine Fläche von 4704,4 Quadratkilometern und ist damit etwa doppelt so groß wie das Saarland.

## Geschichte

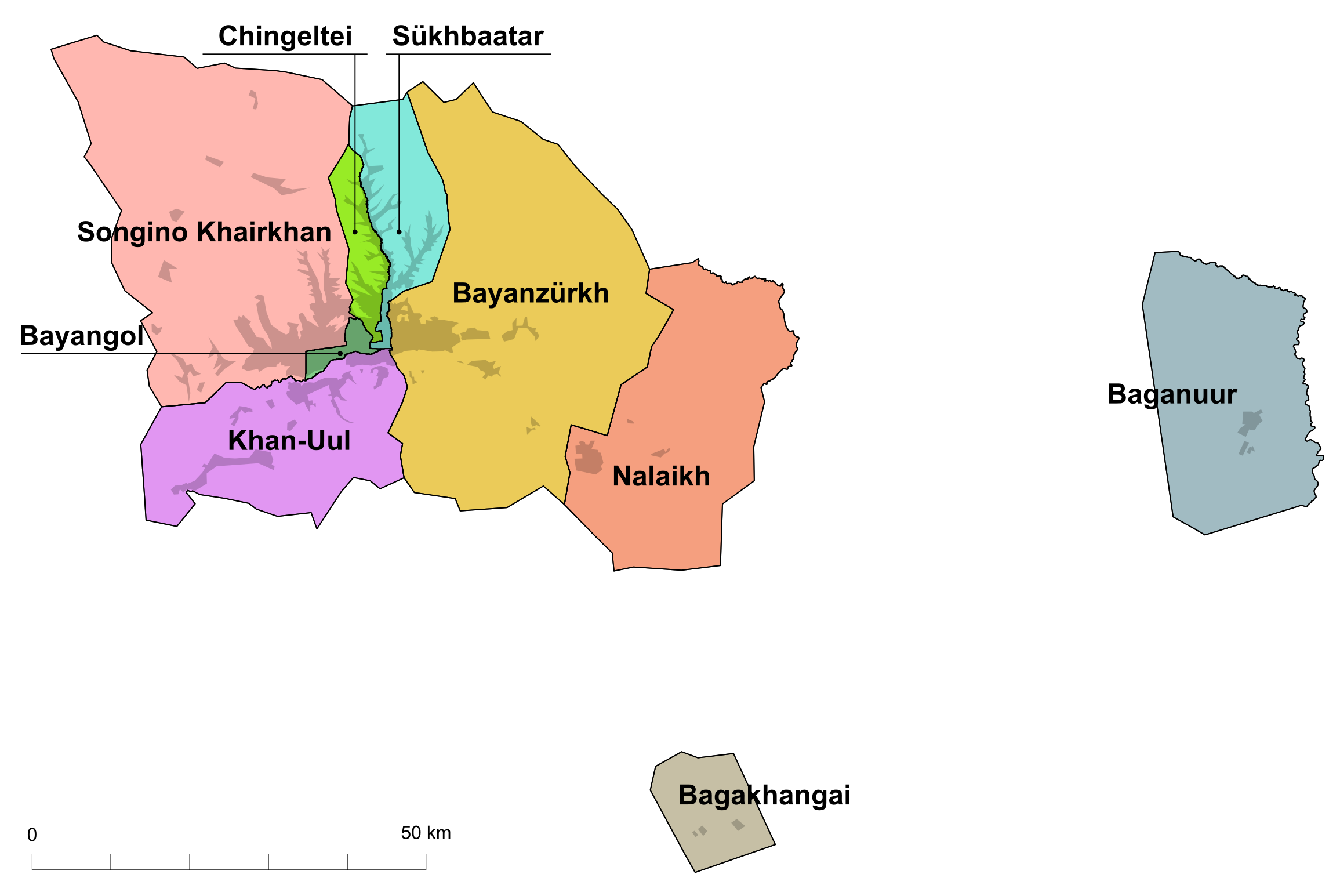
Bezirke von Ulaanbaatar

Gegründet wurde die Stadt 1639 unter dem Namen Örgöö (deshalb in Europa bis ins 20. Jahrhundert hinein auch als Urga bekannt) als Sitz des Oberhaupts des Lamaismus in der Mongolei, des Jebtsundamba Khutukhtu (auch Bogd Gegen genannt). In den ersten anderthalb Jahrhunderten wechselte sie über 25 Mal ihren Standort; seit 1778 befindet sie sich an ihrer heutigen Stelle. Außerdem wechselte sie mehrmals ihren Namen: Ab 1651 hieß sie Nomyn chüree (Номын хүрээ) und ab 1706 wurde sie Ich Chüree (Их Хүрээ) genannt, von 1911 bis 1924 hieß sie Niislel Chüree Нийслэл хүрээ, ab 1924 schließlich Ulaanbaatar (Улаанбаатар), das in der russischen Schreibweise Ulan-Bator (Улан-Батор) in der Welt bekannt wurde. Der Grund für den Unterschied liegt darin, dass die kyrillische Schrift in der Mongolei erst 17 Jahre später eingeführt wurde und sich zu dem Zeitpunkt in Russland bereits eine an der russischen Aussprache orientierte phonetische Schreibweise etabliert hatte.
Infolge der Unterzeichnung des Vertrages von Aigun 1858 wuchs die wirtschaftliche Bedeutung der Stadt ab den 1860er Jahren durch den Handel zwischen Russland und China, außerdem war sie der Sitz des chinesischen Amban. 1911 erklärte der 8. Bogd Gegen die Äußere Mongolei für unabhängig. Im gleichen Jahr erfolgte eine Umbenennung der Stadt in Niislel Chüree. China erkannte die Sezession nicht an, räumte der Äußeren Mongolei 1915 mit dem Vertrag von Kjachta jedoch gewisse Autonomierechte ein.
1920/21 besetzten Truppen der russischen Weißen Armee das Land und riefen am 13. März 1921 in Niislel Chüree eine unabhängige Monarchie aus. Kurz darauf eroberte die sowjetische Rote Armee die Stadt und etablierte am 3. Juli 1921 eine Marionettenregierung. Am 13. Juli 1924 wurde die Äußere Mongolei als erstes sowjetisches Satellitenregime dieser Art zur „Volksrepublik“ erklärt. In diesem Zusammenhang erhielt die Stadt den Namen Ulaanbaatar (russisch: Ulan Bator; zu deutsch: „Roter Held“) und wurde am 26. November 1924 zur Hauptstadt der Mongolischen Volksrepublik erklärt.
Mit dem Zusammenbruch der Sowjetunion war zwangsläufig der Zusammenbruch ihres Marionettenregimes in Ulan Bator verbunden. Nach Massendemonstrationen im Winter 1989/90 verlor die kommunistische Staatspartei mehr und mehr die Kontrolle. Im März 1990 trat das gesamte Politbüro zurück, im Mai erfolgte die Aufhebung des Einparteiensystems, womit der Demokratisierungsprozess und die Wendung zur Marktwirtschaft begannen. Am 29. Juli 1990 fanden die ersten freien Wahlen in einem Mehrparteiensystem statt. Am 12. Februar 1992 besiegelte das Parlament mit der Annahme einer neuen Verfassung das Ende des kommunistischen Systems. Zugleich verzichtete die verfassungsgebende Gewalt auf die Bezeichnung Volksrepublik. Damit wurde Ulaanbaatar die Hauptstadt des neuen Staates Mongolei.
Im Dezember 2022 entluden sich Proteste gegen die Korruption in Teilen der Regierung.
| Jahr      | 1979    | 1989    | 2000    | 2010      | 2016      | 2020      |
| --------- | ------- | ------- | ------- | --------- | --------- | --------- |
| Einwohner | 403.000 | 548.400 | 760.077 | 1.159.899 | 1.380.792 | 1.499.140 |

## Sehenswürdigkeiten und Kultur

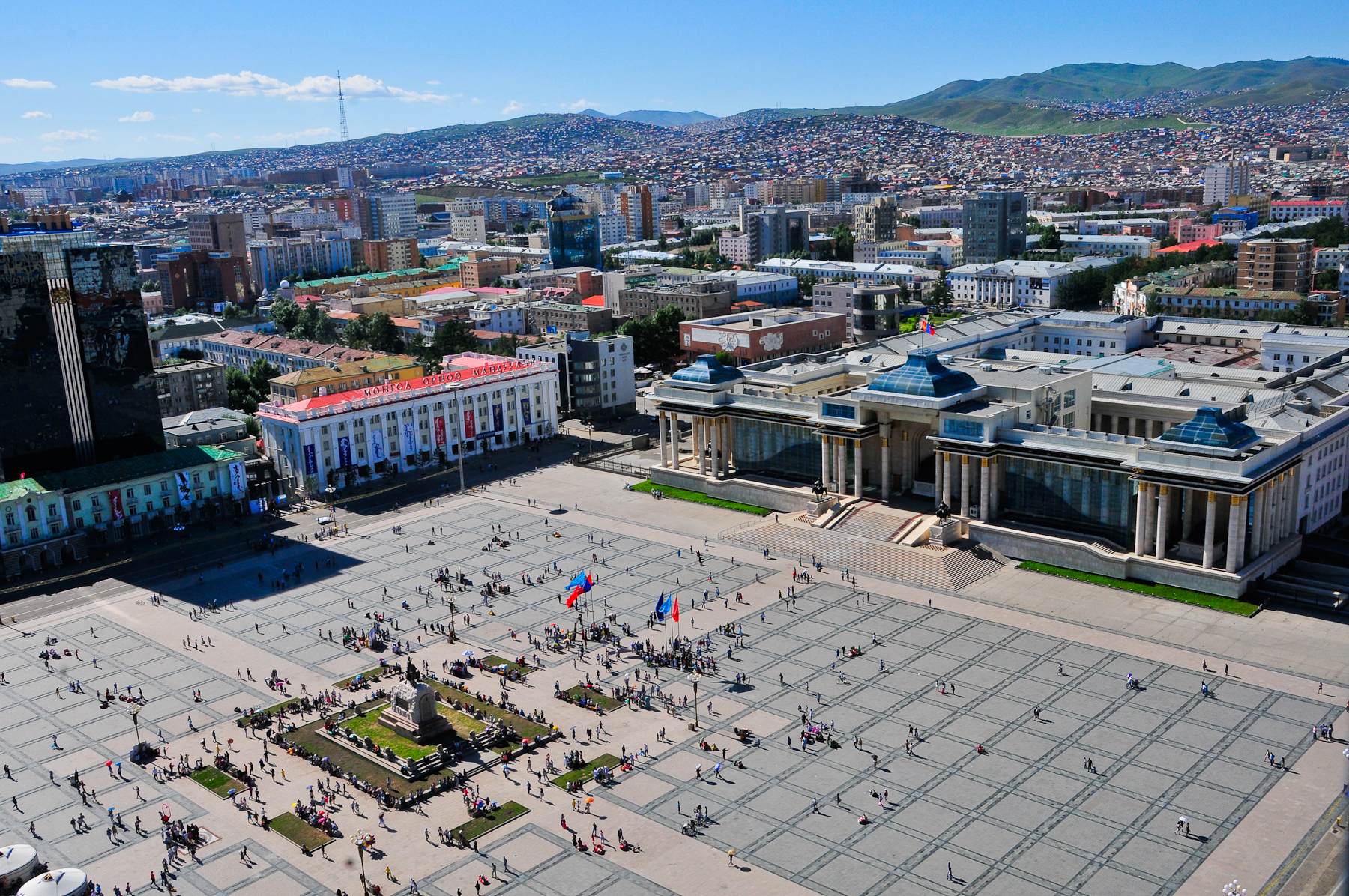
Der zentrale Süchbaatar-Platz

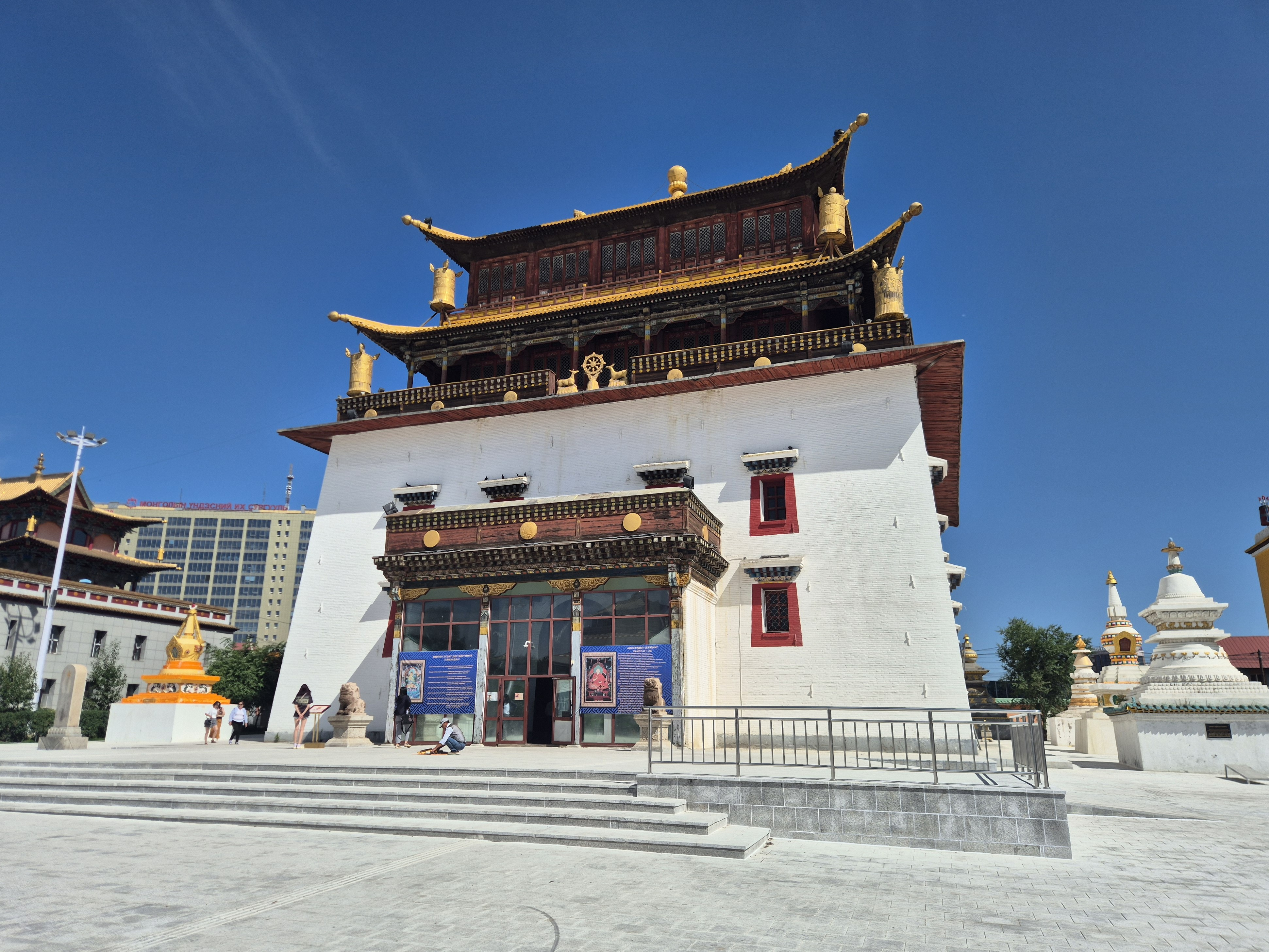
Das Gandan-Kloster ist zentrales Heiligtum der Mongolei

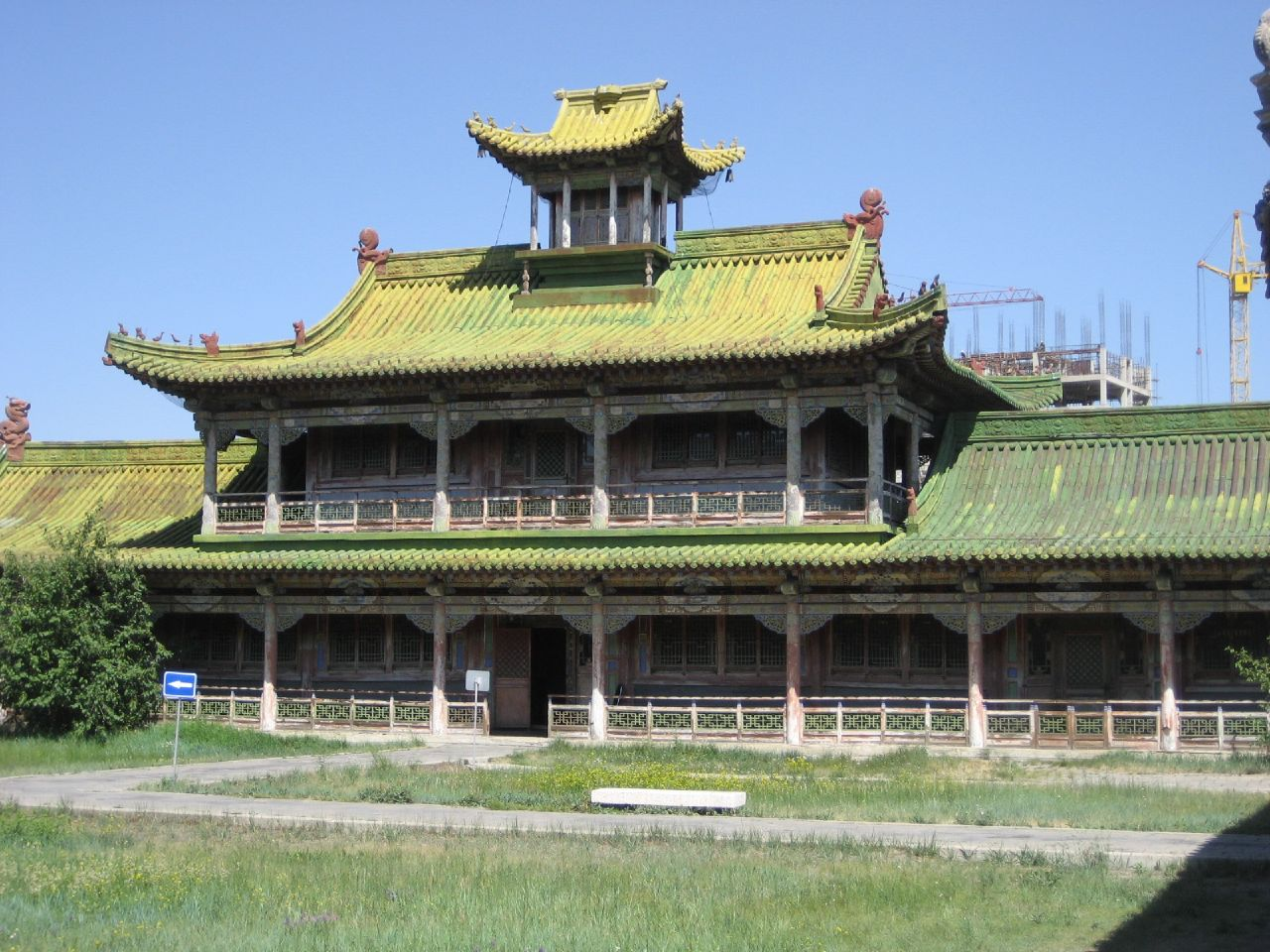
Eine der Hallen im Winterpalast des Bogd Khan

Ulaanbaatar ist eine Stadt zwischen Moderne und Tradition. Zentrum der Stadt ist der Süchbaatar-Platz. Die markantesten Bauten auf diesem großräumigen Platz sind das Parlamentsgebäude, das Rathaus der Stadt, das Haus der Kultur, die Staatsoper, die Mongolische Börse sowie einige moderne Hochhäuser mit Hotels, Restaurants und Geschäften. Vor dem Eingang des Parlamentsgebäudes befinden sich große Skulpturen: in der Mitte Dschingis Khan, rechts und links sein Sohn und Nachfolger Ögedei Khan und sein Enkel Kublai Khan, einst Kaiser von China. Bis zum Umbau des Regierungsgebäudes in den Jahren 2005/2006 befand sich unmittelbar davor das Süchbaatar-Mausoleum, in dem sich der einbalsamierte Leichnam des mongolischen Staatsgründers Damdin Süchbaatar (1893–1923) befand.

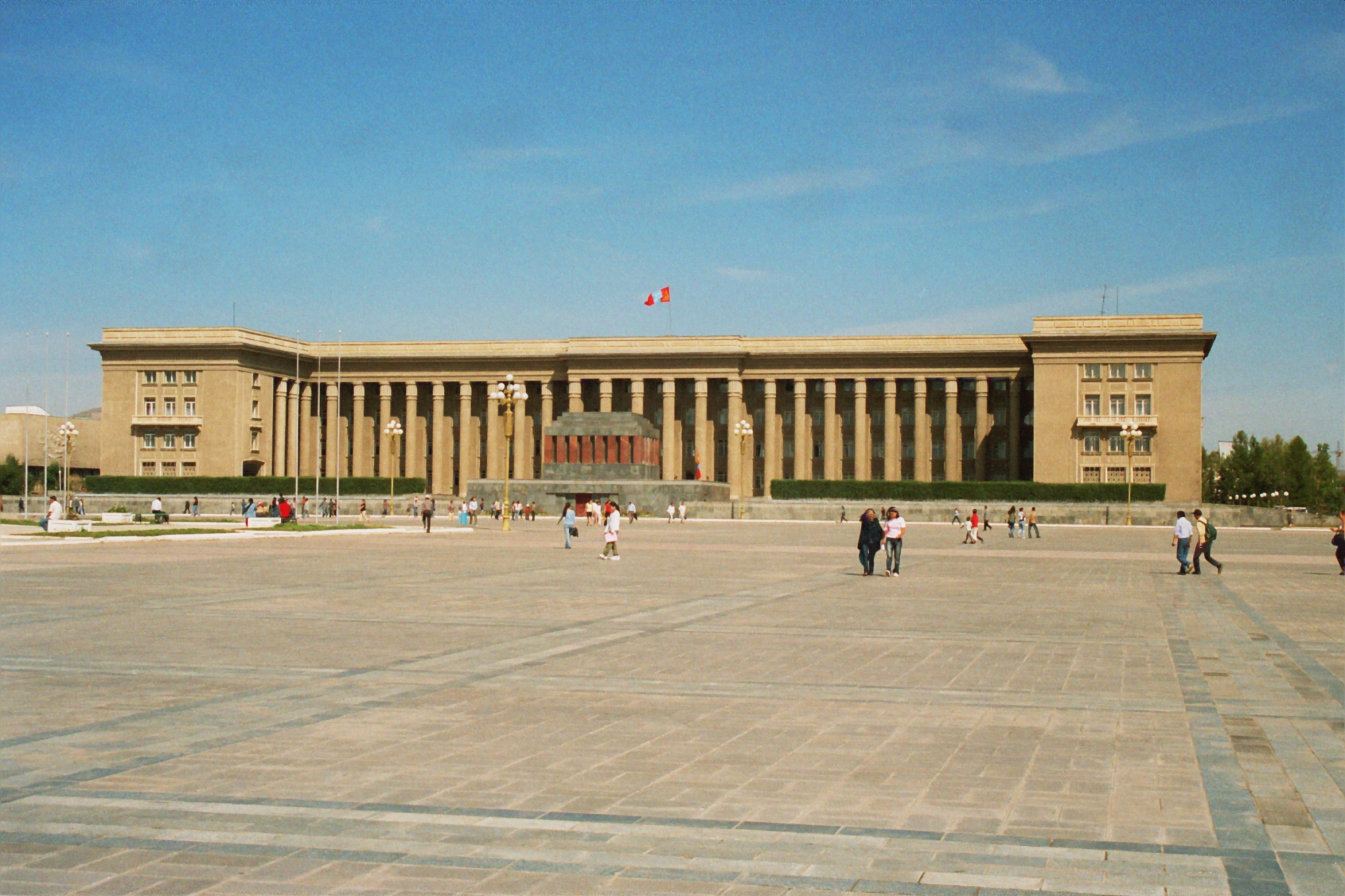
Regierungsgebäude vor dem Umbau
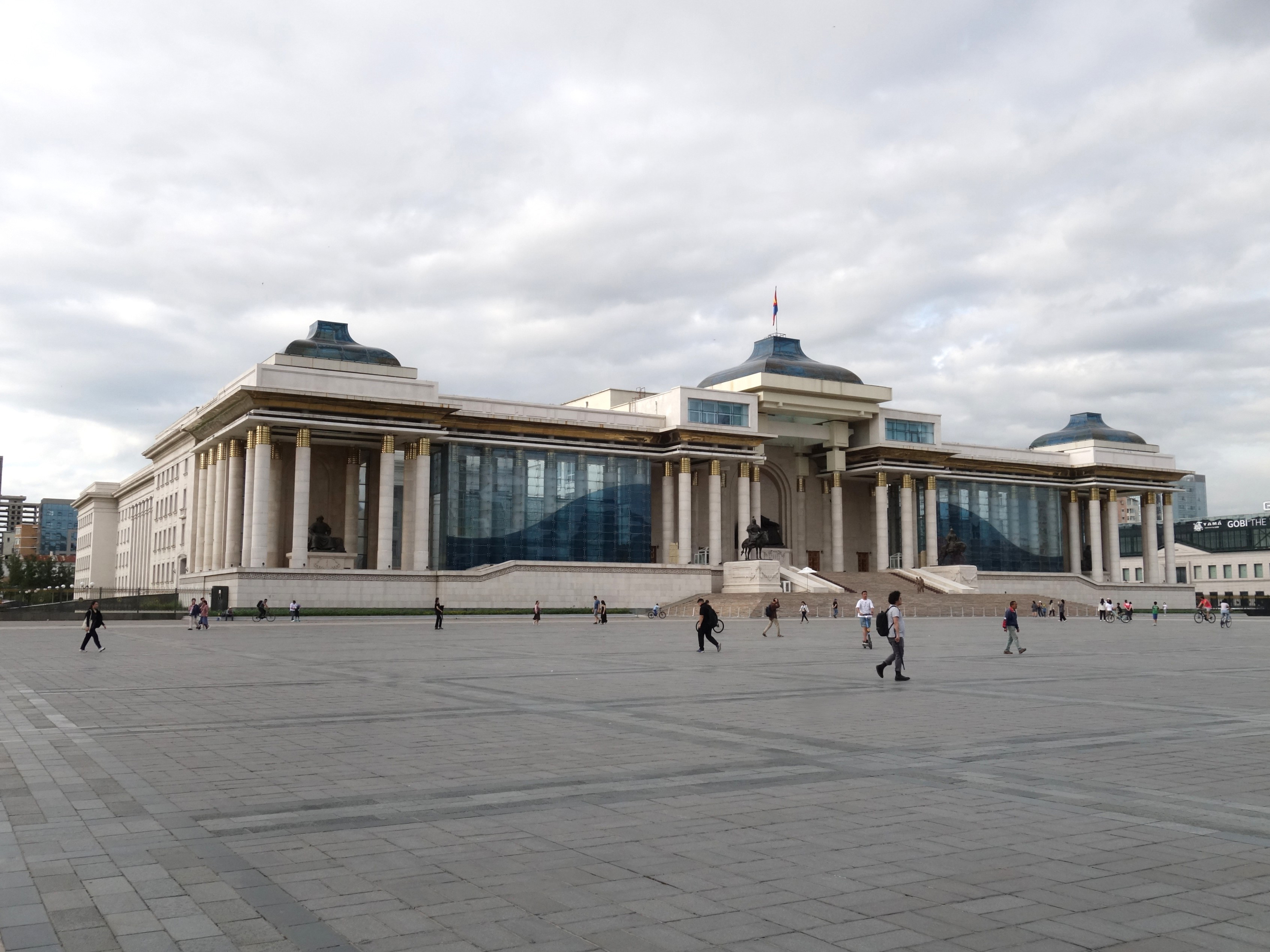
Regierungsgebäude nach dem Umbau

In der Stadt gibt es verschiedene Zeugnisse des Lamaismus wie das Gandan-Kloster, den Winterpalast des Bogd Khan oder das Tschoidschin-Lama-Tempel-Museum. Das Gandan-Kloster liegt westlich des Stadtzentrums. Es ist das größte Kloster des Landes und eines der wenigen original erhaltenen, die den stalinistischen Terror in der Mongolei überstanden haben. Dennoch zerstörten auch hier sowjetische Truppen mehrere Gebäude und ließen unter anderem die 26 Meter hohe goldene Statue der Göttin Janraisig (Sanskrit: Avalokiteshvara) vor dem Kloster demontieren und einschmelzen. Durch Spenden der buddhistischen Gemeinde in Höhe von umgerechnet 5 Millionen US-Dollar konnte nach 1990 eine neue vergoldete Janraisig errichtet werden. Für den Dalai Lama, das eigentliche Oberhaupt des Klosters, wurde ein Thronsessel neu erbaut.

### Museen

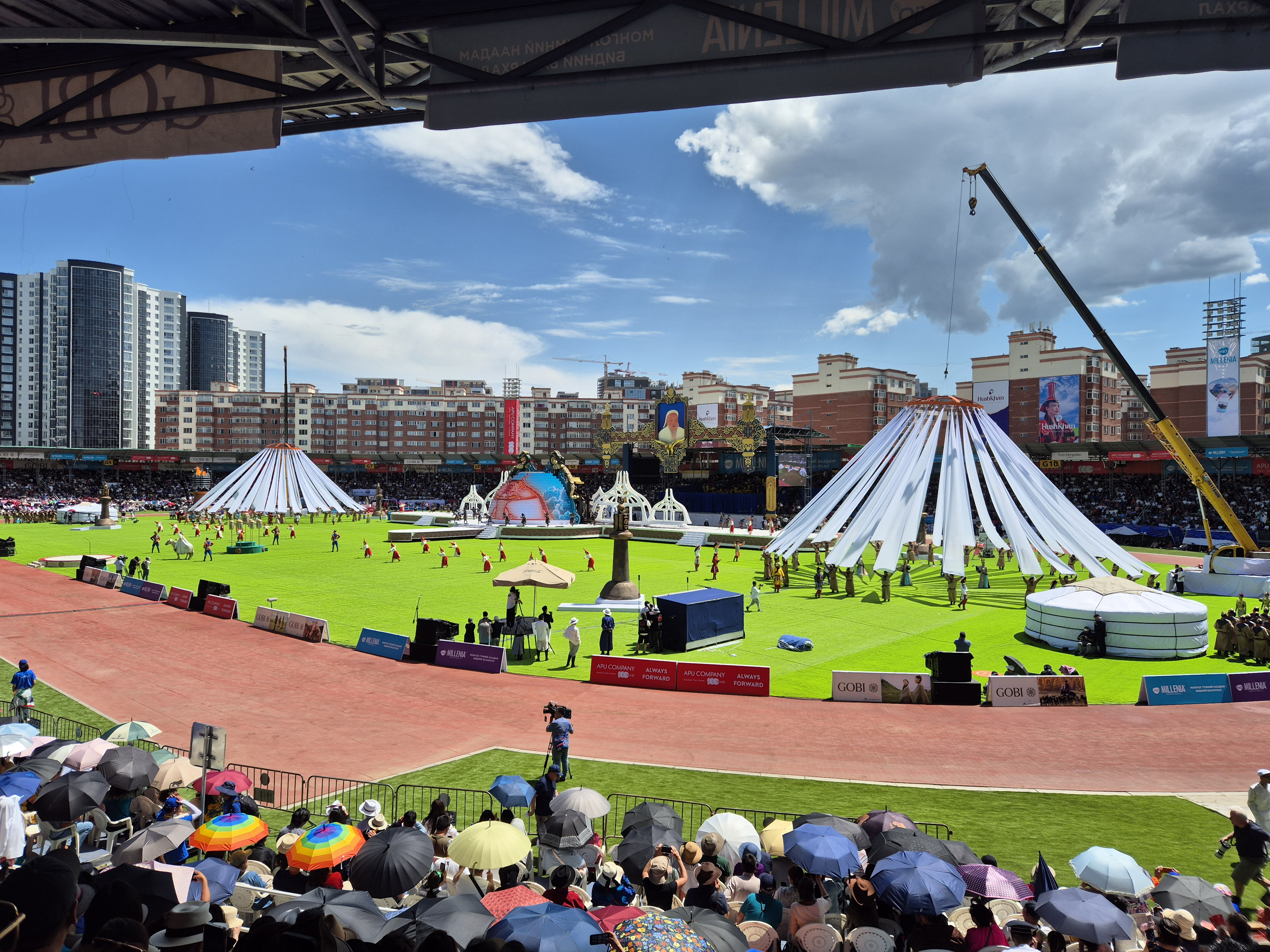
Eröffnungszeremonie von Naadam im Nationalen Sportstadion 2024

In der Stadt gibt es zahlreiche Museen, von denen das Naturkundemuseum das größte ist, mit einer paläontologischen Abteilung mit mehreren Saurierskeletten. Erwähnenswert ist auch das Nationale Historische Museum. Es ist durch seine völkerkundlich-historische Ausstellung, die einen Einblick in das Nomadentum und die Geschichte der Mongolen gibt, bekannt. Das G.-Dsanabadsar-Kunstmuseum zeigt die alte Kunst der Mongolei. Im Mittelpunkt stehen die buddhistischen Kunstwerke von Dsanabadsar. Skulpturen, Bilder und Tankas geben einen Überblick über den Buddhismus in der Mongolei.
Das Museum der Schönen Künste zeigt klassische und moderne Malerei sowie mongolisches Kunsthandwerk. Das Natsagdordsch-Museum wurde zu Ehren des bedeutendsten Schriftstellers der Mongolei Daschdordschiin Natsagdordsch errichtet. In den 1920er Jahren war Natsagdordsch zum Studium in Deutschland. Sein früher Tod 1937 mit nur 31 Jahren ist von vielen Gerüchten umgeben. Das Museum befindet sich unmittelbar neben dem Tschoidschin-Lama-Tempel.
Das Ulaanbaatarer Stadtmuseum gibt einen Einblick in die Geschichte der Stadt Ulaanbaatar. Das Kamel-Museum beherbergt 250 Ausstellungsstücke rund um das Baktrische Kamel. Das Spielzeugmuseum zeigt beliebte Spiele und Spielsachen aus der Mongolei. Das Museum ist im Gebäude des „Mongolian National Centre for Children“ in der obersten Etage untergebracht.
Das Jagdtrophäenmuseum gibt einen kleinen Einblick in die Tierwelt der Mongolei. Einen Besuch wert ist auch das Eisenbahnmuseum. Das Mongolische Theatermuseum ist für seine Marionettenausstellung berühmt. Das Museum befindet sich auf der dritten Etage des Kulturpalastes. Das Museum der Künste und Kreativität der Kinder zeigt die Kreativität von Kindern und Jugendlichen in der Mongolei. Das Mongolische Militärmuseum wurde zum 50. Jahrestag des Endes des Zweiten Weltkrieges eingeweiht. Es sind Exponate aus allen Zeiten der mongolischen Militärgeschichte zu sehen.
Das Museum der politisch Verfolgten wurde von einer Tochter von Peldschidiin Genden, einem Premierminister, der in den 1930er Jahren in der Sowjetunion exekutiert wurde, eingerichtet. Es erinnert an den stalinistischen Terror in den 1930er Jahren. Die Zahl der Opfer dieses Terrors wird mit 35.000 bis 36.000 Toten beziffert. Insgesamt geht die Forschung von mehr als 100.000 Verfolgten aus, sehr wahrscheinlich sind die Opferzahlen deutlich höher.

### Theater
In Ulaanbaatar sind mehrere Theater und Theaterensembles zu Hause, wie zum Beispiel das staatliche Schauspielhaus, die Staatsoper, das Ballett und das Volkslied- und Tanzensemble.

### Regelmäßige Veranstaltungen
- Naadam: Einmal im Jahr, am 11. Juli, findet das größte Volksfest des Landes statt. Hierzu kommen Männer und Frauen aus allen Landesteilen, um sich miteinander im Wettkampf beim Ringen (nur Männer), Reiten und Bogenschießen zu messen.
- Stadtmarathon: In Ulaanbaatar fand am 5. Juni 2010 erstmals ein Stadtmarathon statt. Inzwischen ist der erste Sonnabend im Juni vom Stadtparlament zum „Tag des Marathons“ erklärt und eine Mitgliedschaft in der Association of International Marathons and Distance Races (AIMS) beantragt worden.

### Sport
In Ulaanbaatar ansässig sind mehrere Fußballvereine, die in der höchsten mongolischen Liga, der National Premier League, spielen: Der FC Sumida-Gepro, der Deren FC, die BCH Lions, der Anduud City FC, der FC Ulaanbaatar, der Rekordmeister Khaan Khuns-Erchim FC, der Khoromkhon Club, die SP Falcons, der Ulaanbaatar City FC und der Ulaanbaataryn Mazaalaynuud FC.
In der zweitklassigen First League spielt der Verein Ulaanbaatar University. Die meisten von ihnen benutzen das 5.000 Zuschauer fassende MFF Football Centre als Heimstadion, der Khaans Khuns-Erchim FC spielt allerdings im Erchim-Stadion mit 2.000 Plätzen und der Deren FC spielt im größten, 20.000 Zuschauer fassenden Stadion, dem Nationalstadion.
Das Judo-Grand-Slam-Turnier in Ulaanbaatar wird seit 2022 ausgetragen. Die Mongolia International im Badminton finden jährlich in Ulaanbaatar statt.
2021 wurde mit der AIC Steppe Arena ein vorwiegend für Eishockeyspiele genutztes Hallenstadion, das 2600 Besucher fasst, eröffnet.

## Bildung
- Nationaluniversität der Mongolei: Die einzige moderne Universität des Landes, 1942 gegründet, befindet sich ebenso in Ulaanbaatar, wie die Bibliothek, die für ihre alten mongolischen, chinesischen und tibetischen Schriften bekannt ist.

Weitere bedeutende Bildungseinrichtungen sind:
- das American Center For Mongolian Studies
- die Mongolische Staatsuniversität für Landwirtschaft
- die Nationale Medizinische Universität der Mongolei
- die Medizinische Hochschule Ulaanbaatar
- die Orchon Ich Surguul

Insgesamt gibt es in der Hauptstadt inzwischen 58 Universitäten.

## Gesundheitswesen
Im Allgemeinen ist das Gesundheitswesen der Mongolei staatlich geregelt. Jeder offiziell erwerbstätige Mongole zahlt in eine staatliche Pflichtversicherung ein, die Medizinversorgung ist für alle Mongolen kostenfrei. Das Gesundheitswesen ist im Vergleich zum Westen mit einem geringen Budget ausgestattet und wird in vielen Bereichen aus dem Ausland unterstützt. Die Tibetische Medizin ist in einigen Regionen verbreitet und kann an der buddhistischen Universität, auch von Ausländern, als Lehrfach belegt werden.
Mit dem Grand Med Hospital, das mehr als eine halbe Million Patienten pro Jahr versorgt, befindet sich in Ulaanbaatar eines der führenden Krankenhäuser der Mongolei. Weitere große Krankenhäuser in Ulaanbaatar sind:
- Infektionsspital (Bajandsürch düüreg)
- Militärkrankenhaus (Bajandsürch düüreg)
- Mutter-Kind-Krankenhaus Nr. 1 (Bajangol düüreg)
- Onkologisches Spital (Bajandsürch düüreg)
- Unfallkrankenhaus (Bajangol düüreg)
- Universitätskrankenhaus Nr. 1 (Süchbaatar düüreg)
- Universitätskrankenhaus Nr. 2 (Bajandsürch düüreg), nur für Regierungsangehörige oder gehobene Personen
- Universitätskrankenhaus Nr. 3 (Bajangol düüreg)

Des Weiteren gibt es noch viele kleine Spitäler und einige private Krankenhäuser.
Das veterinärmedizinische Institut hat sich seit den 1950er Jahren zu einem wichtigen Element der nomadischen Viehwirtschaft entwickelt. Es untersucht aufgetretene Krankheiten und entwickelt ständig neue Impfstoffe, die in landesweiten Kampagnen an die Hirten verteilt werden.

## Wirtschaft

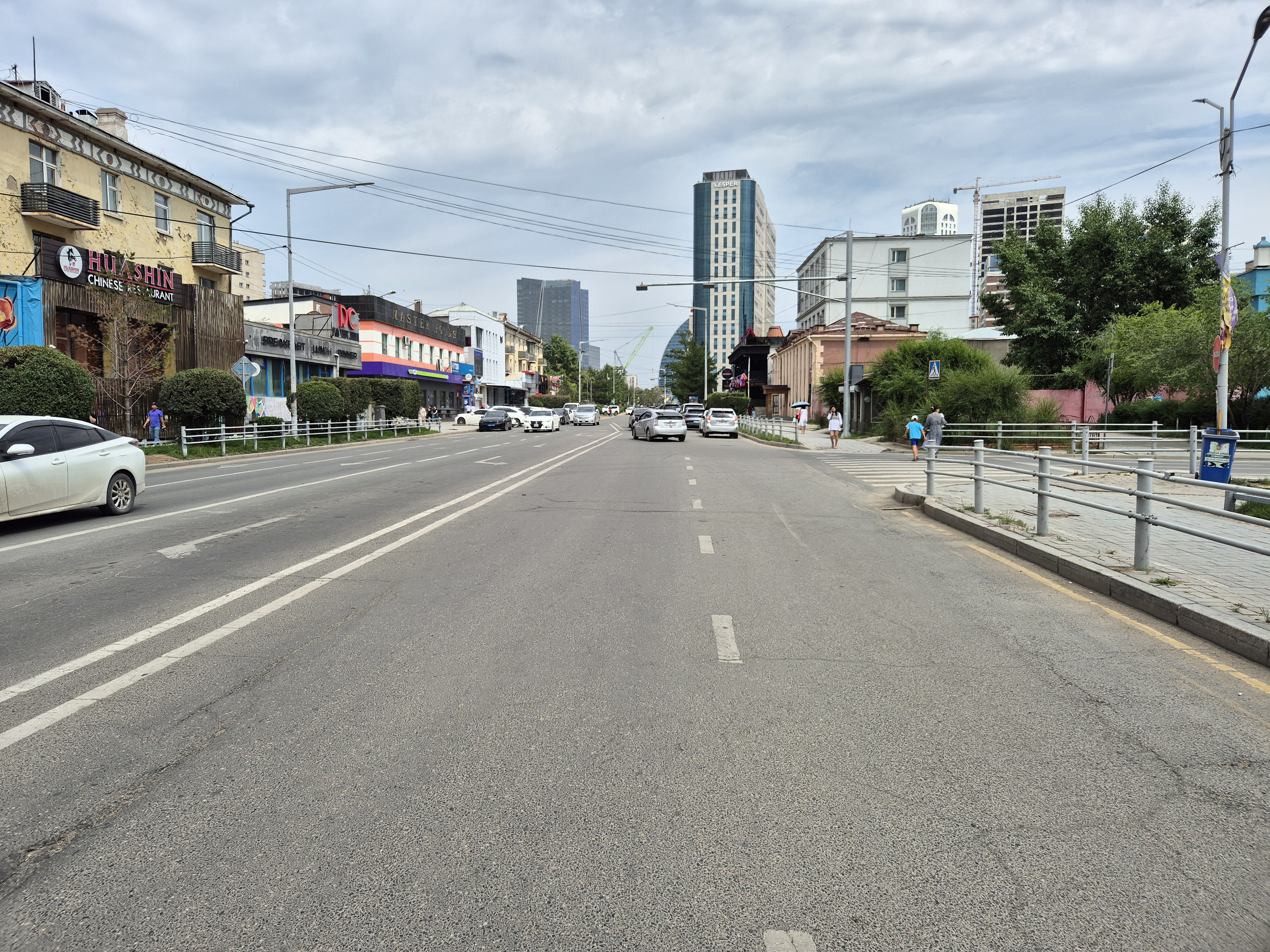
Straßenbild in Ulaanbaatar 2024

Ulaanbaatar ist das wirtschaftliche Zentrum der Mongolei, ein beachtlicher Teil der Wirtschaftsleistung ist hier konzentriert. Deshalb hat Ulaanbaatar eine enorme Anziehungskraft. Am Stadtrand befinden sich mehrere große Jurtenviertel.
Ulaanbaatar wird aus nahegelegenen Revieren mit Kohle versorgt und bildet auch das industrielle Zentrum des Landes. Am Stadtrand gibt es u. a. Elektrizitätswerke.
Seit 1998 findet zweimal jährlich die Ulaanbaatar-Buchmesse statt.
Auch die Wertpapierbörsen „Ulaanbaatar Securities Exchange“ und die Mongolian Stock Exchange befinden sich hier.

## Verkehr
In der Stadt bündelt sich das mongolische Straßen- und Flugnetz, auch die Transmongolische Eisenbahn führt durch Ulaanbaatar. Sie verbindet die Stadt mit der Transsibirischen Eisenbahn und dem chinesischen Bahnnetz. Es gibt direkte Züge nach Moskau und nach Peking. 30 Kilometer südlich, im Töw-Aimag, befindet sich der im Juli 2021 eröffnete Chinggis Khaan International Airport. Er ersetzt den bisherigen internationalen Flughafen bei Bujant-Uchaa. Die Fluggesellschaft MIAT betreibt regelmäßige Liniendienste von Ulaanbaatar nach China, Hongkong, Südkorea, Japan und Thailand. In Europa werden Frankfurt und Istanbul angeflogen.
Innerhalb der Stadt verkehren zahlreiche Buslinien. Das städtische Straßennetz wird kontinuierlich verbessert, bedarf jedoch noch großer Investitionen.
Die Metro Ulaanbaatar befindet sich in der Planungsphase und soll 2030 fertiggestellt werden. Die 14 Stationen verteilen sich auf einer Streckenlänge von 17,7 km, die Linie folgt der Ost-West-Ausdehnung der Stadt.

## Klima
Mit einer Jahresdurchschnittstemperatur von −2 °C gilt Ulaanbaatar als die kälteste Hauptstadt der Welt. Das liegt vor allem an den extrem kalten Wintermonaten mit Temperaturen von durchschnittlich −17 bis −21 °C (tagsüber −10 bis −15 °C, nachts um −25 °C). Im Sommer ist es hingegen mit Durchschnittswerten von 15 bis 17 °C recht warm (tagsüber rund 20 °C, nachts 10 °C), im Hochsommer liegen die Höchsttemperaturen bei bis zu 30 °C.
Nach wie vor ziehen während der Sommermonate Familien als traditionelle Nomaden aufs Land und leben nur in der kalten Jahreszeit in der Stadt.
|                       | Jan   | Feb   | Mär   | Apr  | Mai  | Jun  | Jul  | Aug  | Sep  | Okt  | Nov   | Dez   |   |       |
| Mittl. Tagesmax. (°C) | −14,4 | −8,9  | −0,8  | 8,7  | 17,1 | 20,8 | 21,8 | 19,3 | 14,4 | 8,1  | −3,4  | −11,9 | ⌀ | 6     |
| Mittl. Tagesmin. (°C) | −25,0 | −21,6 | −13,8 | −5,2 | 2,3  | 7,8  | 10,0 | 7,6  | 1,5  | −4,6 | −14,4 | −21,6 | ⌀ | −6,3  |
|                       |       |       |       |      |      |      |      |      |      |      |       |       |   |       |
| Niederschlag (mm)     | 2,0   | 1,9   | 3,3   | 8,4  | 13,4 | 50,9 | 65,7 | 76,3 | 32,1 | 8,3  | 4,9   | 3,2   | Σ | 270,4 |
|                       |       |       |       |      |      |      |      |      |      |      |       |       |   |       |
| Sonnenstunden (h/d)   | 5,7   | 7,3   | 8,5   | 8,8  | 9,6  | 9,0  | 8,0  | 8,3  | 8,2  | 7,4  | 5,9   | 5,0   | ⌀ | 7,6   |
|                       |       |       |       |      |      |      |      |      |      |      |       |       |   |       |
| Regentage (d)         | 7     | 5     | 7     | 8    | 8    | 14   | 18   | 16   | 10   | 7    | 8     | 9     | Σ | 117   |
|                       |       |       |       |      |      |      |      |      |      |      |       |       |   |       |
| Luftfeuchtigkeit (%)  | 78    | 74    | 63    | 53   | 49   | 57   | 63   | 65   | 63   | 63   | 71    | 78    | ⌀ | 64,7  |

| −25,0 |

| −21,6 |

| −13,8 |

| −5,2 |

| 2,3 |

| 7,8 |

| 10,0 |

| 7,6 |

| 1,5 |

| −4,6 |

| −14,4 |

| −21,6 |

| −25,0 |

| −21,6 |

| −13,8 |

| −5,2 |

| 2,3 |

| 7,8 |

| 10,0 |

| 7,6 |

| 1,5 |

| −4,6 |

| −14,4 |

| −21,6 |

## Verwaltung

Wappen

Ulaanbaatar wird von einem Rat der Volksvertreter mit 40 Mitgliedern regiert, welche jeweils für eine Amtszeit von vier Jahren gewählt sind.
Das 1995 angenommene Wappen, entworfen 1970 von dem mongolischen Künstler R. Lchamsüren, zeigt das vogelähnliche Mischwesen Changardi (Garuda). Auf dem Kopf trägt es das Sojombo-Symbol. In der rechten Hand hält es einen goldenen Schlüssel, der für Wohlstand steht und dessen Bart in Phagpa-Schrift die Buchstaben ꡟU und ꡎB für Ulaanbaatar bildet; in der linken eine Reinheit symbolisierende weiße Lotosblume. Seine Klauen ergreifen eine Schlange (Naga), was die Abwehr von Bösem versinnbildlicht.
Die Stadt ist in neun Düüreg genannte Distrikte unterteilt, und diese wiederum in Unterdistrikte – Choroos.
| Düüreg (Distrikt) | Mongolisch     | Anzahl Choroos | Bevölkerung (1. Januar 2006) | Bevölkerung (1. Januar 2007) | Jährl. Wachstum (Prozent) | Fläche km² | Dichte /km² |
| ----------------- | -------------- | -------------- | ---------------------------- | ---------------------------- | ------------------------- | ---------- | ----------- |
| Bagachangai       | Багахангай     | 2              | 3.776                        | 3.827                        | 1,4                       | 140,0      | 27,3        |
| Baganuur          | Багануур       | 4              | 25.261                       | 25.731                       | 1,9                       | 620,2      | 41,5        |
| Bajandsürch       | Баянзүрх       | 20             | 196.132                      | 211.614                      | 7,9                       | 1244,1     | 170,1       |
| Bajangol          | Баянгол        | 20             | 160.479                      | 160.818                      | 0,2                       | 29,5       | 5451,5      |
| Chan-Uul          | Хан-Уул        | 14             | 87.912                       | 90.925                       | 3,4                       | 484,7      | 187,6       |
| Nalaich           | Налайх         | 6              | 26.529                       | 27.297                       | 2,9                       | 687,6      | 39,7        |
| Songino Chairchan | Сонгинохайрхан | 21             | 204.587                      | 211.056                      | 3,2                       | 1200,6     | 175,8       |
| Süchbaatar        | Сүхбаатар      | 16             | 117.233                      | 123.041                      | 5,0                       | 208,4      | 590,4       |
| Tschingeltei      | Чингэлтэй      | 18             | 130.501                      | 132.883                      | 1,8                       | 89,3       | 1488,1      |
| Insgesamt         |                | 121            | 952.410                      | 987.192                      | 3,7                       | 4704,4     | 209,8       |

## Städtepartnerschaften
- Ankara,  Türkei

- Bonn,  Deutschland [17]

- Denver,  Vereinigte Staaten
- Gold Coast,  Australien
- Seoul,  Südkorea
- Taipeh,  Republik China (Taiwan)
- Tianjin,  Volksrepublik China

## Persönlichkeiten

### Söhne und Töchter der Stadt
- James Victor Uspensky (1883–1947), russischstämmiger US-amerikanischer Mathematiker
- Rostislaw Jewgenjewitsch Wargaschkin (* 1933), sowjetischer Radrennfahrer
- Rintschengiin Barsbold (* 1935), Wirbeltier-Paläontologe
- Zagdbadsaryn Dawaanjam (* 1944), Kunstturner und Trainer
- Gaadangiin Altanchujag (* 1948), Komponist
- Dsunduin Changal (1948–1996), Komponist klassischer („europäischer“) Musik
- Dordschiin Norolchoo (* 1949), Kunstturnerin
- Nadja Ruschewa (1952–1969),  sowjetische Zeichnerin
- Mendsaichaniin Enchsaichan (* 1955), Premierminister der Mongolei von 1996 bis 1998
- Sandschaagiin Bajar (* 1956), Politiker und 2007–2009 Ministerpräsident der Mongolei
- Tsendsürengiin Enchmanlai (* 1956), Leadgitarrist, Songwriter und Mitgründer der mongolischen Hardrock-Band Haranga
- Davaadorj Baldorj (* 1957), Diplomat
- Dschanlawyn Narantsatsralt (1957–2007), Politiker
- Nambaryn Enchbajar (* 1958), Politiker und 2005–2009 Staatspräsident der Mongolei
- Tserenbaltawyn Sarantujaa (* 1959), Juristin, Verfassungsrechtlerin und Hochschullehrerin
- Rintschinnjamyn Amardschargal (* 1961), Politiker
- Nergüin Enchbat (1962–2022), Boxer
- Süchbaataryn Batbold (* 1963), Politiker und 2009–2012 Ministerpräsident der Mongolei
- Chaltmaagiin Battulga (* 1963), Politiker; von 2017 bis 2021 Präsident der Mongolei
- Mijeegombyn Enchbold (* 1964), Politiker
- Sandschaasürengiin Ojuun (* 1964), Politikerin
- Chadschidsürengiin Bolormaa (* 1965), Mineralogie-Ingenieurin und Anwältin
- Uchnaagiin Chürelsüch (* 1968), Politiker und seit 2021 Präsident der Mongolei
- Enkhjargal Dandarvaanchig (* 1968), Musiker
- Munkhbayar Dorjsuren (* 1969), deutsche Sportschützin mongolischer Herkunft
- Sangidordschiin Sansargereltech (* 1969), Komponist
- Byambasuren Davaa (* 1971), Dokumentarfilmerin und Regisseurin
- Sodovjamts Munkhgal (* 1971), Fußballspieler
- Baatarsuren Schuudertsetseg (* 1971), Journalistin, Autorin, Filmemacherin
- Mungonzazal Janshindulam (1972–2007), Pianistin
- Lakva Sim (* 1972), Boxer
- Dolgor Ser-Od (* 1973), Malerin
- Batbayar Chogsom (* 1974), Filmemacher
- Chaltaryn Bolor-Erdene (* 1975), Autorin und Journalistin
- Bolor Ganbold (* 1976), Offizierin
- Purev-Ochiryn Anujin (* 1977), Politikerin
- Ariuntugs Tserenpil (* 1977), Videokünstler
- Namchaidordschiin Bajarmaa (* 1978), Gewichtheberin
- Otrjadyn Gündegmaa (* 1978), Sportschützin
- Asashōryū Akinori (eigentlich Dolgorsürengiin Dagwadordsch) (* 1980), Sumoringer und der 68. Yokozuna
- Bajaraagiin Naranbaatar (* 1980), Ringer
- Luvsannamsrain Oyun-Erdene (* 1980), Politiker
- Asasekiryū Tarō (* 1981), Sumōringer
- Otgonbayar Ershuu (* 1981), Künstler
- Nomin Bold (* 1982), Malerin
- Otschirbatyn Burmaa (* 1982), Ringerin
- Uisenma Borchu (* 1984), deutsch-mongolische Regisseurin und Schauspielerin
- Harumafuji Kōhei (eigentlich Dawaanjamyn Bjambadordsch) (* 1984), Sumōringer und der 70. Yokozuna
- Enchbatyn Badar-Uugan (* 1985), Boxer
- Pürewdordschiin Serdamba (* 1985), Boxer
- Hakuhō Shō (eigentlich Mönchbatyn Dawaadschargal) (* 1985), Sumōringer und der 69. Yokozuna
- Bilguun Ariunbaatar (* 1986), polnischer Fernsehmoderator und Satiriker mongolischer Herkunft
- Batchimeg Tuvshintugs (* 1986), Schachspielerin
- Batchujagiin Möngöntuul (* 1987), Schachspielerin
- Bjambyn Tüwschinbat (* 1987), Boxer
- Otschirbatyn Nasanburmaa (* 1989), Ringerin
- Ganbaataryn Odbajar (* 1989), Judoka[18]
- Enji Erkhembayar (* 1991), Jazzmusikerin
- Terunofuji Haruo (eigentlich Gantulga Ganerdene) (* 1991), Sumōringer und der 73. Yokozuna
- Galbadrachyn Otgontsetseg (* 1992), kasachische Judoka
- Njambajaryn Tögstsogt (* 1992), Boxer
- Turbat Daginaa (* 1992), Fußballspieler
- Tüwschindschargalyn Enchdschargal (* 1992), Radsportlerin
- Nyam-Osor Naranbold (* 1992), Fußballspieler
- Sainbajaryn Dschambaldschamts (* 1996), Radrennfahrer
- Shuteen Erdenebaatar (* 1998), Jazzmusikerin
- Hōshōryū Tomokatsu (eigentlich Sugarragchaagiin Byambasüren) (* 1999), Sumōringer und der 74. Yokozuna
- Batbajaryn Enchchüslen (* 2001), Schwimmerin

### Persönlichkeiten mit Bezug zur Stadt
- Süchbaataryn Jandschmaa (1893–1963), Politikerin
- Damdiny Süchbaatar (1893–1923), ein Gründungsvater der Mongolischen Volksrepublik
- Dschigdschidiin Mönchbat (1941–2018), Ringer
- Wladimir Dschanibekow (* 1942), sowjetischer Kosmonaut; Ehrenbürger von Ulaanbaatar
- Galsan Tschinag (* 1943), aus der Mongolei stammender deutschsprachiger Schriftsteller
- Sereeteriin Dagwadordsch (* 1954), Künstler
- Njam-Osoryn Tujaa (* 1958), Politikerin
- Sandschaasürengiin Dsorig (1962–1998), Politiker
- Ojuunbilegiin Pürewbaatar (* 1973), Ringer
- Giorgio Marengo (* 1974), italienischer römisch-katholischer Ordensgeistlicher und Apostolischer Präfekt von Ulaanbaatar